# Шарова піраміда
29°55′58″ пн. ш. 31°9′40″ сх. д. / 29.93278° пн. ш. 31.16111° сх. д.

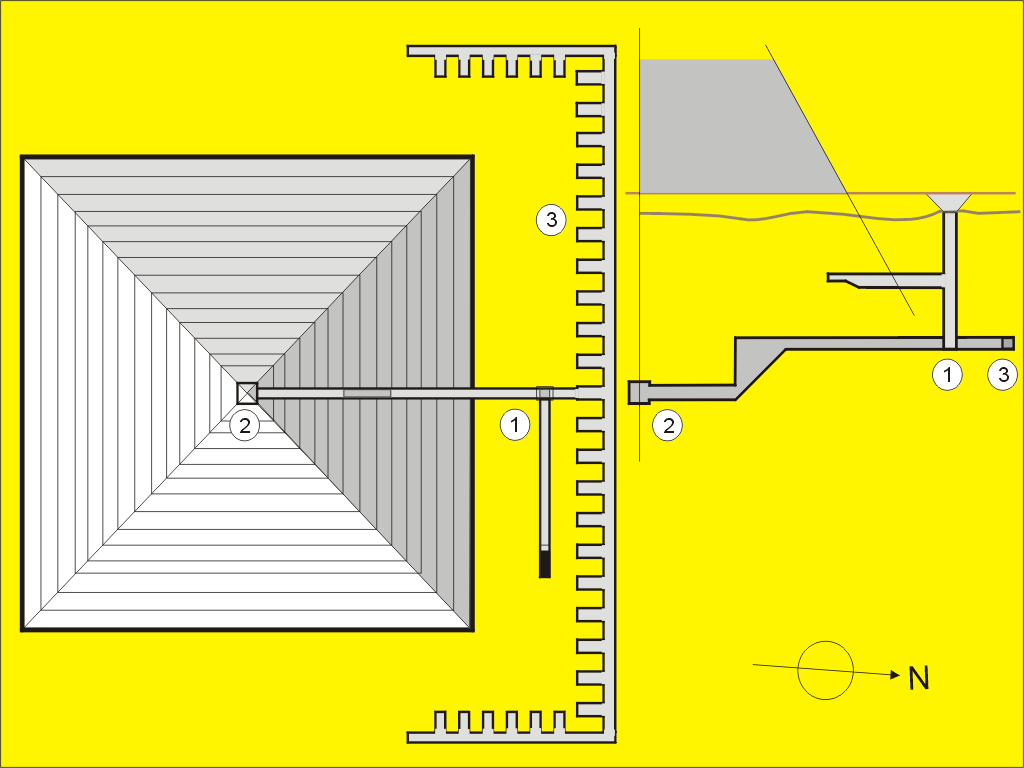
Внутрішні коридори піраміди:
1) Сходи та спуск до підземних коридорів
2) Коридор, що веде до поховальної камери
3) Комплекс з 32 коридорів

Шарова піраміда (араб. الهرم المدور, тобто «Кругла піраміда») — ступінчаста піраміда, розташована за кілька миль від Саккари у напрямку до Гізи, в Завієт-ель-Еріані. Нині вона майже цілком зруйнована.

## Історія
Шарову піраміду приписують фараону Хабі. Її основа — пірамідальний пагорб з вапняку — з 14 рядами чи шарами кам'яної кладки з того ж матеріалу. Піраміда займає площу 10 000 м2, а нині має 17 м висоти. Поховальна кімната висічена у скелі під пірамідою. До неї ведуть сходи та галерея, що виходить на північно-східний бік. За межами самої піраміди її огинає з північного сходу, півночі та північного заходу довгий, висічений у скельному ґрунті коридор із 32 схованками-комірками. Поряд із нею є насип і глибокий колодязь, призначені, очевидно, для іншої піраміди; утім, її так і не було збудовано.
Перші згадки про цю піраміду належать до 1839 року, коли її виявив Джон Перрінг. Трохи згодом Карл Лепсіус заніс піраміду до свого списку пірамід під номером «14».
У 1896 році Жак де Морган відкрив вхід до внутрішніх приміщень піраміди.
У 1900 році Алессандро Барсанті почав вивчати піраміду. Її вивченням займались також Джордж Ендрю Рейснер та Кларенс Фішер.

## Галерея

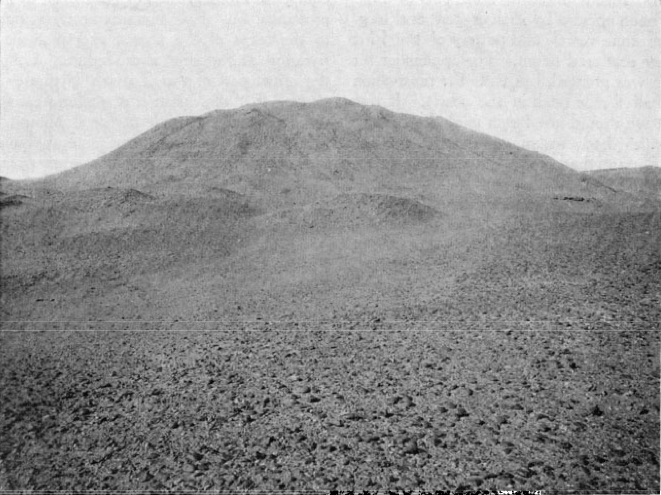
The layer pyramid as seen from the east, just prior to Reisner and Fisher excavations in 1910-1911
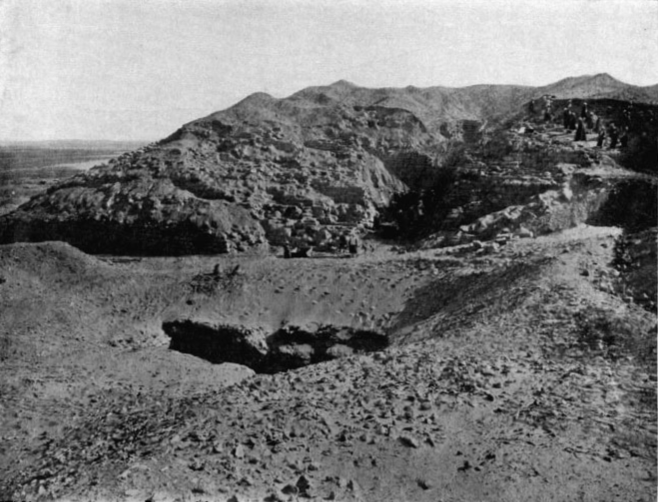
North face of the layer pyramid, 1910
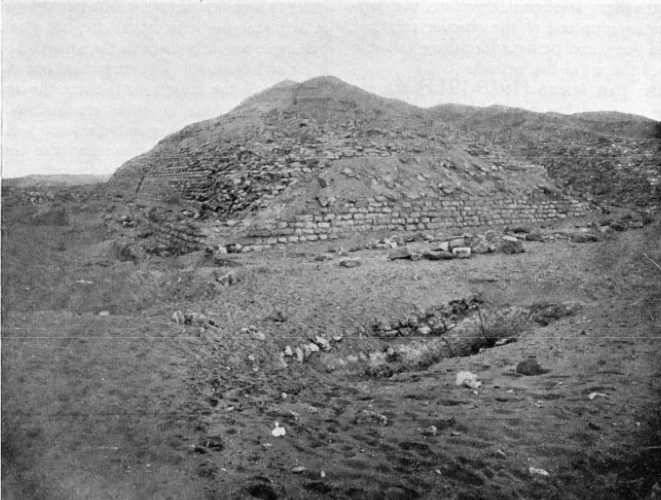
Mud-brick masonry of the layer pyramid, 1910
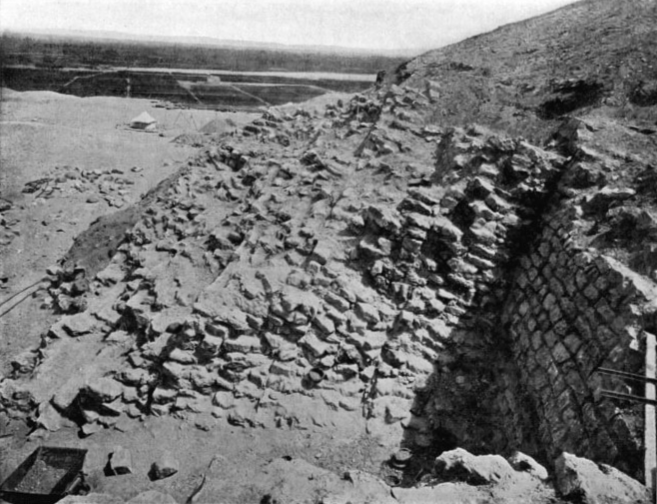
Nearly vertical masonry of mud-brick of the layer pyramid, looking east 1910
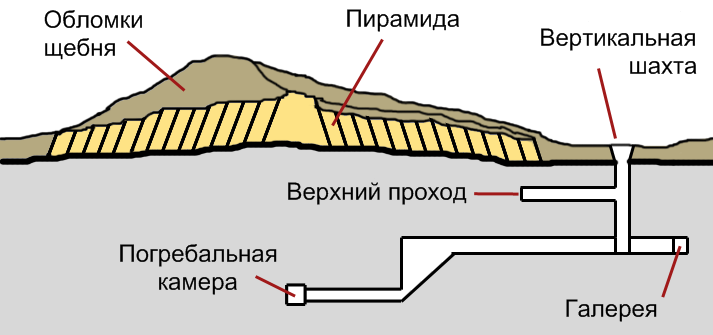
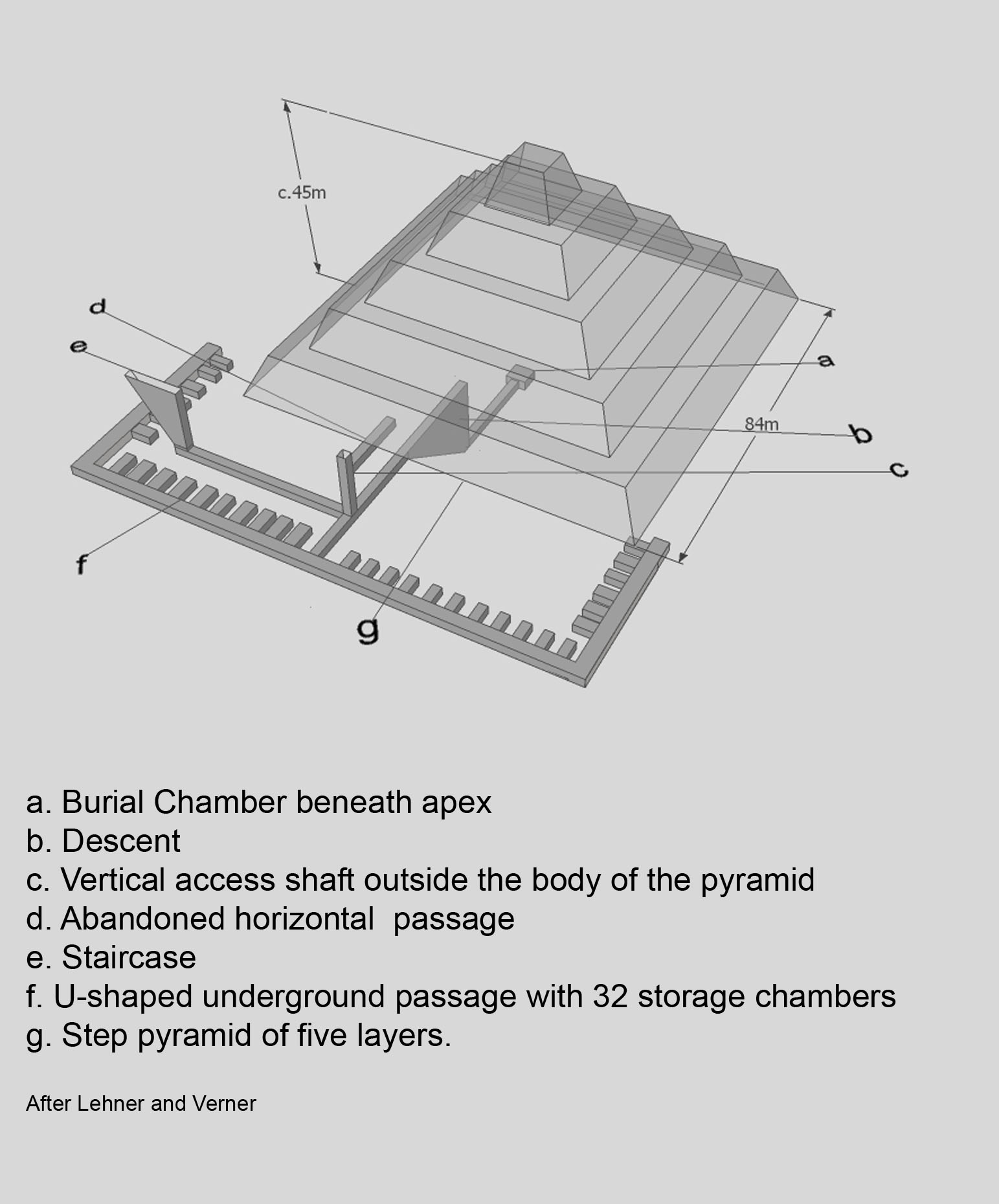
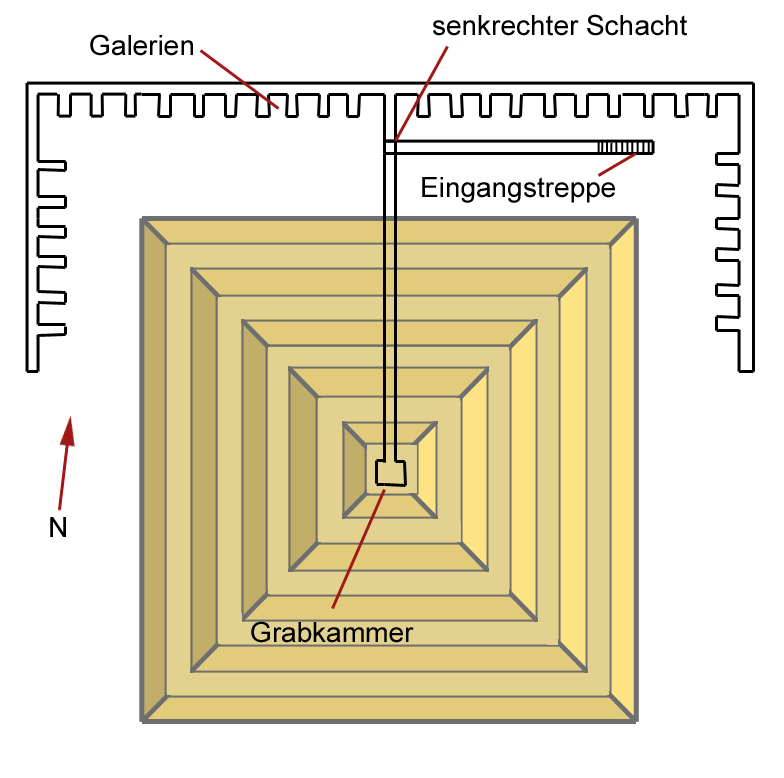
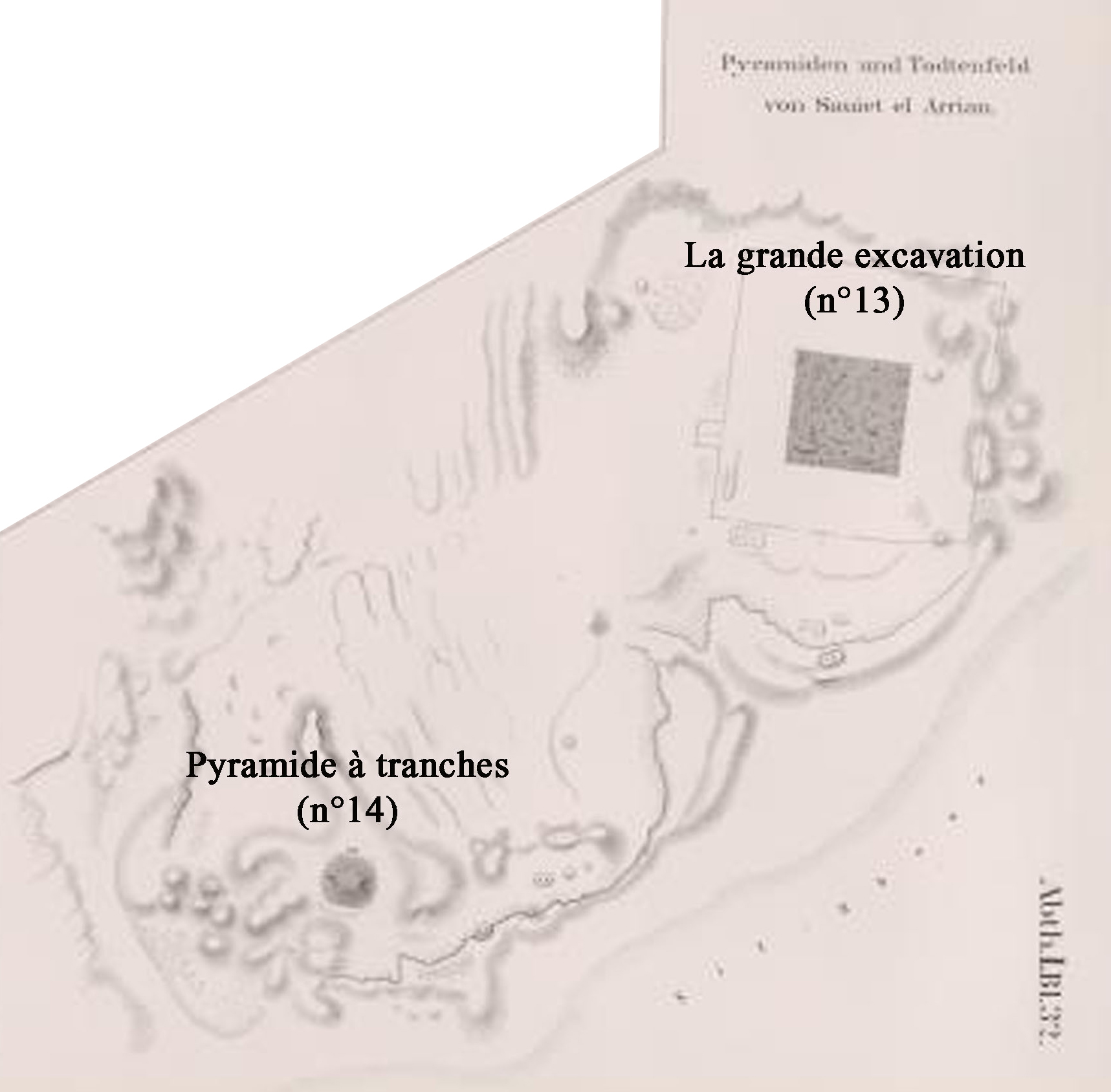